# 尤尼昂鎮區 (印地安納州謝爾比縣)
尤尼昂鎮區（英語：Union Township）是位於美國印地安納州謝爾比縣的一個行政鎮區。

## 地方資料
根據2010年美國人口普查的數據，尤尼昂鎮區的面積為69.50平方千米，當中陸地面積為69.30平方千米，而水域面積為0.20平方千米。當地共有人口970人，而人口密度為每平方千米13.96人。